# Plosca, Putila
Plosca (în ucraineană Плоска, transliterat Ploska și în germană Ploska) este un sat reședință de comună în raionul Putila din regiunea Cernăuți (Ucraina). Are 827 locuitori, preponderent ucraineni (huțuli).
Satul este situat la o altitudine de 1004 metri, pe malul râului Putila, în partea de centru-est a raionului Putila. De această comună depinde administrativ satul Lustun.

## Istorie
Localitatea Plosca a făcut parte încă de la înființare din regiunea istorică Bucovina a Principatului Moldovei. Prima atestare documentară a satului are loc într-un document din anul 1707.
După anexarea Bucovinei de către Imperiul Habsburgic în anul 1775, localitatea Plosca a făcut parte din Ducatul Bucovinei, guvernat de către austrieci, făcând parte din districtul Putila (în germană Putilla). 
După Unirea Bucovinei cu România la 28 noiembrie 1918, satul Plosca a făcut parte din componența României, în Plasa Putilei a județului Rădăuți. Pe atunci, majoritatea populației era formată din ucraineni, existând și o comunitate de evrei. 
Ca urmare a Pactului Ribbentrop-Molotov (1939), Bucovina de Nord a fost anexată de către URSS la 28 iunie 1940, reintrând în componența României în perioada 1941-1944. Apoi, Bucovina de Nord a fost reocupată de către URSS în anul 1944 și integrată în componența RSS Ucrainene. 
Începând din anul 1991, satul Plosca face parte din raionul Putila al regiunii Cernăuți din cadrul Ucrainei independente. Conform recensământului din 1989, nici un locuitor nu s-a declarat român sau moldovean . În prezent, satul are 827 locuitori, preponderent ucraineni.

## Demografie
Componența lingvistică a localității Plosca
     Ucraineană (99,76%)
     Alte limbi (0,24%)
Conform recensământului din 2001, majoritatea populației localității Plosca era vorbitoare de ucraineană (99,76%), existând în minoritate și vorbitori de alte limbi.
1989: 734 (recensământ) 
2007: 927 (estimare)

## Obiective turistice
- Biserica de lemn cu hramul "Sf. Petru și Pavel" - construită în anul 1877 [4].